# Grêmio Recreativo Escola de Samba Estação Primeira de Mangueira
Grêmio Recreativo Escola de Samba Estação Primeira de Mangueira (deutsch etwa: „Freizeitgremium Sambaschule erste Station Mangueira“, Mangueira ist der portugiesische Name des Mangobaums) gehört mit der Portela zu den traditionsreichsten Sambaschulen in Rio de Janeiro. Beim Karneval in Rio spielen mehrere hundert Musiker Samba-Enredo, zu dem eine ebenso große Gruppe tanzt.
Die Sambaschule wurde am 28. April 1928 als dritte ihrer Art von dem Musiker Agenor de Oliveira gegründet und nahm 1929 zum ersten Mal am Karneval teil. Der professionell geführte Verein nimmt auch soziale Aufgaben in den Favelas wahr, aus denen der Großteil der über tausend Mitglieder stammt.